# Franco Freda
Franco "Giorgio" Freda (11 de fevereiro de 1941, Avellino, Itália) é um dos líderes intelectuais da extrema-direita italiana do pós-guerra. Ele foi acusado de envolvimento no atentado da Piazza Fontana.